# Hudi Log
Hudi Log este o localitate din comuna Miren - Kostanjevica, Slovenia, cu o populație de 23 de locuitori.